# Johannes Kossen
Johannes Heinrich Anton Kossen (* 21. Mai 1869 in Sögel; † 7. Februar 1934 ebenda) war ein deutscher Landwirt und Politiker (Zentrum).

## Leben
Johannes Kossen wurde als Sohn eines Landwirtes geboren. Nach dem Schulbesuch leistete er Militärdienst und absolvierte eine landwirtschaftliche Ausbildung. Später übernahm er die Leitung des elterlichen Hofes in Sögel. Er heiratete im Mai 1897 Theodora Maria Holling (1871–1908), die Erbin des bekannten Sögeler Gasthofs „Hotel zur Post“. Damit wurde er ein Schwager des einflussreichen emsländischen Zentrumsführers und Meppener Rechtsanwalts Joseph Holling. Seit der Heirat unterhielt er einen Gasthof mit angeschlossenem Hotelbetrieb, den seine Frau mit in die Ehe gebracht hatte.
Vom Juni 1903 bis 1918 gehörte er dem Reichstagswahlkomitee der Zentrumspartei des 3. hannoverschen Wahlbezirks, des Windthorstschen Wahlkreises, an sowie darüber hinaus 1908 auch dem Wahlkomitee des Landtagswahlkreises Meppen-Aschendorf-Hümmling. Um 1902 wurde Kossen in die Gemeindevertretung Sögels gewählt, in der er bis zu seinem Tode verblieb. Viele Jahre lang war er zudem Vorsitzender der Markengemeinde Sögel. Ende November 1918 wurde er als Vertreter des Hümmlinger Kreisausschusses, dem er bis 1933 (ab 1932 Aschendorf-Hümmlinger Kreisausschuss) angehörte, Leiter des Kreisbauernrats für den Kreis Hümmling. In dieser Funktion ergriff Kossen im Juni 1919 die Initiative zur Gründung eines Landwirtschaftlichen Kreisvereins Hümmling. Man wählte ihn bei der Konstituierung zum Vorsitzenden des neuen Landwirtschaftlichen Kreisvereins, was er bis zur nationalsozialistischen Gleichschaltung von 1933, bei der er entmachtet wurde, blieb. Im September 1919 bestimmte man ihn auf der Gründungsversammlung des Kreisvereins der Hümmlinger Zentrumspartei zum Kreisvorsitzenden sowie zum Repräsentanten des Hümmlings in der Zentrumsvereinigung „Emsland“, dem Führungsgremium der Zentrumspartei für die Kreise Aschendorf, Grafschaft Bentheim, Hümmling, Meppen und Lingen. Außerdem war Kossen Hümmlinger Vertreter im Vorstand der Zentrumspartei des Wahlkreises Weser-Ems. Sämtliche Funktionen übte er bis 1933 aus. 
So kandidierte er auch bei Wahlen für die Zentrumspartei. Dem Preußischen Landtag gehörte er vom 26. November 1931, als er für den verstorbenen Abgeordneten Friedrich Grebe nachrückte, bis 1932 an.
Neben seiner politischen Tätigkeit engagierte sich der Hümmlinger auch im landwirtschaftlichen Vereinswesen der Region. Seit der Gründung 1920 gehörte er dem Vorstand des "Emsländischen Bauernvereins" an. 1926 kam er durch das Votum der Hümmlinger Landwirtschaft für sechs Jahre in den Vorstand des „Landwirtschaftlichen Hauptvereins für das Herzogtum Arenberg-Meppen und die Grafschaften Bentheim und Lingen“, der Spitzenorganisation des landwirtschaftlichen Genossenschaftswesens im Emsland. Gleichzeitig gehörte Kossen viele Jahre der Landwirtschaftskammer Hannover an.
Johannes Kossen war seit 1911 mit Hermine Holling verheiratet und hatte fünf Kinder.